# アレクサンダル1世 (セルビア王)
アレクサンダル1世オブレノヴィッチ （セルビア語・キリル文字表記: Александар Обреновић、1876年8月14日 - 1903年6月11日）は、セルビア王。オブレノヴィッチ家で数えた場合アレクサンダル・オブレノヴィッチ5世となる。
父ミラン1世の退位を受け、母ナタリヤ摂政の元で12歳で即位した。しかし父の時代から国民の支持が失われていたうえ、自身も結婚を巡って反感を買うこととなった。
1903年6月11日、アピスことドラグーティン・ディミトリエビッチ率いる黒手組の陸軍士官らにより王宮で王妃ドラガとともに銃撃され、夫妻はまだ息があったにもかかわらず、宮殿2階の窓から投げ落とされ殺害された（5月クーデター）。
これによりオブレノヴィッチ家によるセルビア統治は終わり、亡命していたカラジョルジェヴィチ家のペータルが帰国してセルビア王に即位した。
暗殺者のアピスら黒手組の幹部は、第一次世界大戦後にセルビアの亡命政権により反逆罪で処刑された。
| スタブアイコン | サブスタブ | この項目は、まだ閲覧者の調べものの参照としては役立たない、人物に関連した書きかけの項目です。この項目を加筆・訂正などしてくださる協力者を求めています（P:人物伝/PJ:人物伝）。 |